# 炒蛋

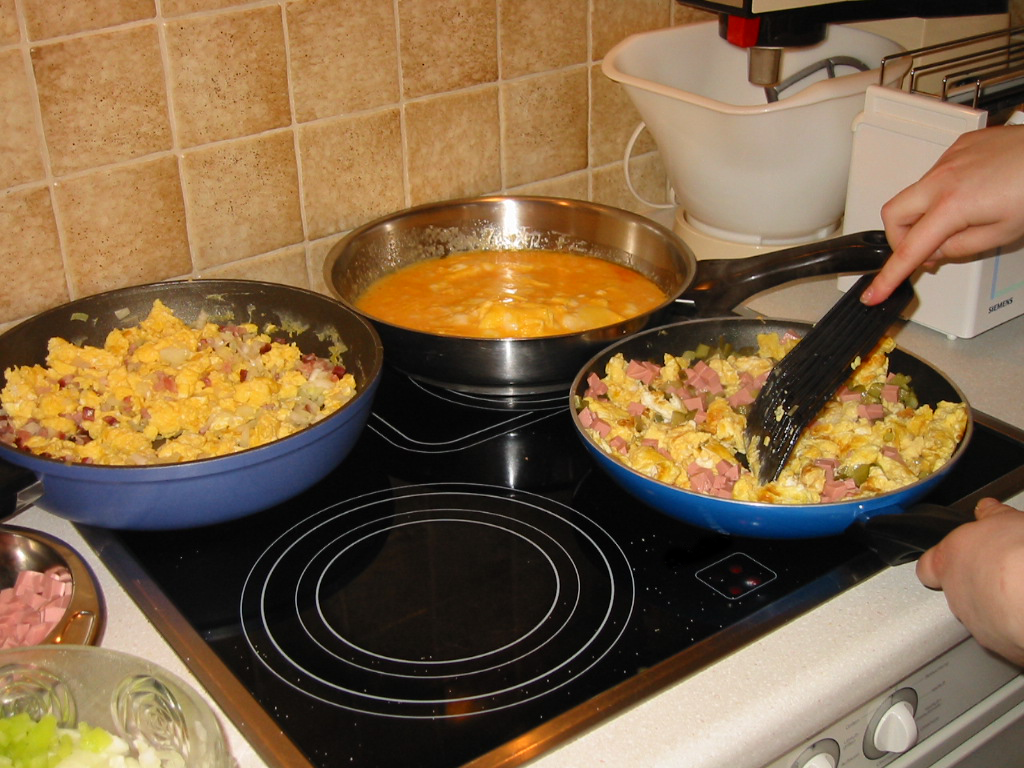
炒蛋

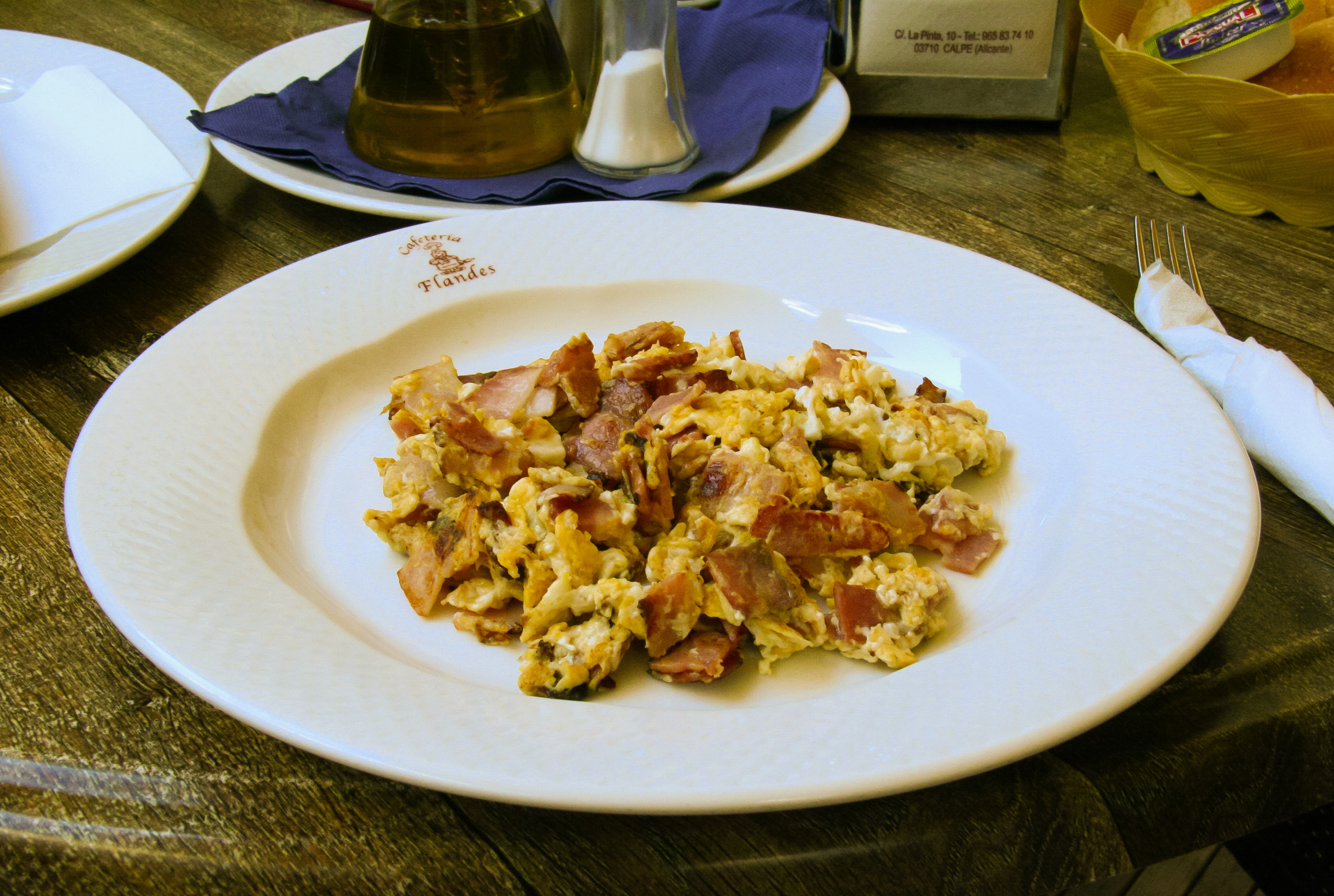
煙肉炒蛋

炒蛋是一種蛋的烹調方法，一般來說，是把拌勻的蛋黃和蛋白的蛋液放入加热后的熱油鍋中炒製而成的一道菜，可佐以少量食鹽与黑胡椒調味。
炒滑蛋有時也會加入牛奶或奶油使其更滑溜，也可以加入各種不同的配料，例如煙肉、火腿、蘑菇等。

## 制作方法
生蛋要先将蛋白和蛋黄打散搅匀成蛋液，搅拌过程中可以加入诸如高汤、忌廉、牛奶、清水或者食用油等来让蛋的口感更柔和，添加的量一般来说是每只蛋加两勺（约30毫升），也可以加入盐、胡椒和其他的调料来调味。
烹调前要先热锅并涂抹牛油，将蛋液倒入平底锅中之后蛋液会迅速凝固，使用小火，之后不停的搅拌翻动。持续的不断翻动蛋液的话，可以做出的蛋更松软。火越小，翻动次数越少，做出来的蛋越更像奶油一样凝固。
当大部分的蛋液都成型之后，加入的配料（如火腿、香草或芝士）会在小火下包进蛋里，蛋液在离火之后应该再煎一会，这样可以让蛋产生像奶油一般的粘稠感。如果蛋里流出了液体，这表示之前煎得不够，或者加入了含有大量水分并烹调过度的蔬菜。

## 其他方法
在之前的方法中小火烹调是最理想的，还有一种就是用蒸的方法，这种方法不需要很大的改动就可以直接使用。直接将蛋液倒入锅子中，并且在加热时搅拌，而不是在加热之前。这种方法可以防止蛋糊掉，并且可以保证蛋的松软。而这种方法在“古典厨房”里被经常使用，并且可以保证鸡蛋的口感，但这种方法太费时。炒蛋也可以用烤的方法来烹制，将原料放入金属制碗中，并交替搅拌和烘烤，直到做成想要的样子为止。
用微波炉来制作炒蛋也是可以的，只是烹调过程中会产生小的爆破声，并且需要经常停下来搅拌。这种做法方便且快速，但要注意避免烹调过度，而且做出来的可能会比传统方法做出来的还要差。

## 食用方法
传统的高级料理会把菜肴盛入深底银盘（Deep silver dish）中上桌，也可以装入挖空了的法式布莉歐（Brioche）或者馅饼（Tartlets）里。如果是吃早饭的话，炒蛋经常和着吐司面包、薯饼、薄煎饼、培根肉、火腿或者香肠一起吃。和炒蛋一起吃的酱料有棕酱（HP sauce）、番茄酱、辣酱和辣酱油（Worcestershire sauce）等。